# Peredur mab Eliffer
Pour les articles homonymes, voir Peredur (prénom).
Peredur mab Eliffer  (vieux gallois Peretur) est le nom de plusieurs personnages aux frontières de l'histoire et de la légende liée à la Bretagne post romaine du Hen Ogledd qui apparaissent dans les sources historiques et dans la littérature.

## Règne
Dans la généalogie Harleian MS 3859, Peredur et son frère Gwrgi  sont présentés comme  les fils de Elydir ou Eliffer (vieux gallois: Eleuthur)  « de la grande Armée » ( Gosgorddvawr ) et des membres de la dynastie de Coel Hen, ce qui en fait les cousins germains de Urien de Rheged . Leur règne conjoint sur le royaume d'Ebrauc (moderne York) est situé dans la période entre 555 à 580. De même, les  généalogies du Jesus College MS. 20 incluent Gwrgi et Peredur comme des frères avec un nommé Arthur penuchel.
Leur renommée est liée à leur participation à la Bataille d'Arfderydd. Les Annales Cambriae indiquent que cette bataille (bellum Armterid) a été menée en 573, mais ne donne pas plus de détails. Une extension ultérieure de l'entrée précise que Gwrgi et Peredur, tous deux décrits comme des fils de Eliffer, font partie des vainqueurs et note que  Gwenddolau a été vaincu et tué dans le combat.  
Sous l'année 580, les Annales Cambriae rapportent la mort de Peretur (Peredur) et de son frère Gwrgi (Guurci) lors d'un combat contre las angles de Bernicie    Ces références les placent comme des héros du  « Vieux nord brittonique » ou Hen Ogledd de la fin du VIe siècle.
D'autres détails sont fournis par les traditions légendaires plus tardives, notamment celles représentées par les Triades galloises (Trioedd Ynys Prydein):  
La première qui énumére  les trois « Chevaux chargés de la Grande-Bretagne » relève que Gwrgi, Peredur, Dunawd le Puissant et Cynfelyn Drwsgl (le Lépreux) ont été emportés sur un cheval appelé Corvan, ce qui leur a permis de regarder les nuages de poussières (« champ de brouillards de combat ») provenant de Gwenddolau et sa cavalerie lors de la bataille de Arfderydd,.  
Les circonstances de la mort de Peredur et de Gwrgi sont évoquées dans une autre triade qui explique qu'ils avaient l'un des « Trois clans de guerriers infidèles de l'île de la Grande-Bretagne », car leur troupe de guerriers, les a abandonnés à Caer Greu, la veille d'une bataille avec Eda Glinmaur (« le Grand Genou ») Aelle de Deira (?) où ils ont été tués 
Les Triades galloises 70 & 70 PEN 50. se réfèrent également à leurs relations familiales. L'une sur les « Trois merveilleux fruits de matrices » de la Grande-Bretagne, conservés de manière incomplète dans Peniarth MS 47, suggère que Peredur et Gwrgi avait une sœur appelée Arddun, tandis qu'une  variante dans Peniarth MS 50 appelle le troisième frère Ceindrech Pen Asgell  (« Tête d'aile  » ) et nomme leur mère Efrddyl verch Gynfarch .  
Peredur est réputé  avoir eu un fils du nom de Gwrgant Gwron, designé comme  l'un des trois « chefs prostrés de la Grande-Bretagne » (Lledyf Vnben), car « ils ne briguèrent pas un empire, que personne ne pouvait leur refuser ».

## Articles liés
- Peredur ab Evrawc
- Peredur

## Sources
- (en) Cet article est partiellement ou en totalité issu de l’article de Wikipédia en anglais intitulé « Peredur » (voir la liste des auteurs), édition du 8 avril 2013.
- (en) Peter Bartrum, A Welsh Classical Dictionary : People in History and Legend Up to about A.D. 1000, Aberystwyth, National Library of Wales, 1993, 649 p. (ISBN 978-0-907158-73-8), p. 614-615  PEREDUR ab ELIFFER GOSGORDDFAWR. (d.580)..
- Christian Y.M Kerboul  Les Royaumes Brittoniques au Très Haut Moyen Âge Éditions du Pontig (Sautron 1997)  (ISBN 2951031033).